# Katarzyna Daleszczyk
Katarzyna Alicja Daleszczyk (* 23. März 1990 in Sulejów) ist eine polnische Fußballspielerin, die im Jahr 2010 und im Zeitraum von 2015 bis 2021 auch für die A-Nationalmannschaft spielte. Seit dem 1. Juli 2024 ist sie ohne Verein.

## Karriere

### Vereine
Daleszczyk spielte das erste Mal im Seniorinnenbereich ab der Saison 2007/08 in der Gruppe Süd der I. Liga Kobiet für den MUKS Tomaszów Mazowiecki (Interschool Student Sports Club) Fußball. Ihr Debüt zum Saisonstart am 1. September 2007 beim 5:0-Sieg im Auswärtsspiel gegen den Rolnik Biedrzychowice krönte sie gleich mit ihren ersten zwei Toren zum 3:0 und 4:0; 13 weitere Tore ließ sie in ihrer Premierensaison noch folgen und avancierte vereinsintern zur besten und in der Liga zur zweitbesten Torschützin. Mit der Mannschaft schloss sie die regionale Meisterschaft auf Platz 1 ab, unterlag jedoch dem Meister der Gruppe Nord der I. Liga Kobiet, MUKS Praga Warszawa, am 7. Juni 2008 mit 1:2 in der ersten Runde und scheiterte anschließend in der Relegation nach Hin- und Rückspiel gegen den Vorletzten der Ekstraliga Kobiet, AZS PWSZ Biała Podlaska, im Gesamtergebnis mit 1:3. Danach gehörte sie der Mannschaft eine Saison lang in der Gruppe Ost der I. Liga Kobiet an.
Von 2009 bis 2012 spielte sie für den in Biała Podlaska ansässigen AZS PWSZ Biała Podlaska in der Ekstraliga Kobiet, der höchsten Spielklasse im polnischen Frauenfußball. Ihr Debüt zum Saisonstart am 22. August bei der 2:5-Niederlage im Auswärtsspiel gegen Medyk Konin krönte sie mit ihrem erstes Tor, dem Treffer zum Endstand in der 75. Minute. Eine Woche später gelangen ihr beim 3:1-Sieg im Auswärtsspiel gegen den TS Mitech Żywiec mit den Treffern zum 1:1 und 2:1 in der 43. und 65. Minute gleich zwei Tore
Von 2012 bis 2015 war sie für den Ligakonkurrenten Górnik Łęczna und von 2015 bis 2017 für den Ligakonkurrenten Medyk Konin aktiv. Für diesen Verein erzielte sie in ihrer letzten Saison 23 Tore und avanciertes vereinsintern zur besten und hinter Ewelina Kamczyk (29 Tore) zur zweitbesten Torschützin in der Liga. Mit Medyk Konin gewann sie mit dem Double (Meisterschaft und Vereinspokal) in ihrer zweiten und letzten Saison ihre ersten beiden Titel.
Die Möglichkeit das erste Mal im Ausland zu spielen reizte und nutzte sie und begab sich nach Italien. Zunächst war sie in der Saison 2017/18 für den Erstligisten ACF Brescia tätig, anschließend eine Saison lang für den Ligakonkurrenten US Sassuolo Calcio.
Nach Polen zurückgekehrt, gehörte sie Czarni Sosnowiec an, mit dem sie die Meisterschaft auf Platz 3 beendete. Nach Krakau gelangt, spielte sie von 2020 bis 2023 für den Klub Sportowy Uniwersytetu Jagiellońskiego und belegte in der Meisterschaft die Plätze 7, 5 und 4.
Erneut nach Italien gelangt, war sie in der Saison 2023/24 für die Frauenfußballmannschaft des FC Lumezzane in der Serie C, der dritthöchsten Spielklasse im italienischen Frauenfußball, aktiv und trug zum Aufstieg ihrer Mannschaft in die Serie B bei.

### Nationalmannschaft
Für die angestrebte Teilnahme an der vom 18. bis 29. Juli 2009 in der Schweiz vorgesehenen Europameisterschaft wurde sie in allen drei Spielen der Gruppe E der zweiten Qualifikationsrunde eingesetzt und erzielte im ersten am 10. April 2007 in Flint beim 4:0-Sieg über die U19-Nationalmannschaft Wales’ mit dem Treffer zur 1:0-Führung in der 31. Minute und dem Treffer zum Endstand in der 85. Minute ihre ersten beiden Länderspieltore. Mit der gelungenen Qualifikation war sie mit ihrer Mannschaft auch in der Endrunde vertreten. In der Gruppe B bestritt sie alle drei Spiele; ein Sieg und zwei Niederlagen reichten fürs Halbfinale nicht aus und somit war das Turnier beendet.  Für das Turnier im Jahr 2008 bestritt sie alle drei Spiele der ersten Qualifikationsrunde und erzielte drei Tore; die Qualifikation für die zweite Runde wurde dennoch verpasst, wie auch im Folgejahr, in dem sie erneut drei Spiele bestritt.
Ihr Debüt für die A-Nationalmannschaft gab sie am 31. März 2010 in Mogoșoaia (ca. 15 Kilometer nordwestlich von Bukarest gelegen) mit dem fünften Spiel der WM-Qualifikationsgruppe 4, dass mit 4:1 gegen die Nationalmannschaft Rumäniens gewonnen wurde. Mit einer Unterbrechungszeit von fünf Jahren wurde sie erst wieder am 22. September 2015 in die A-Nationalmannschaft berufen. Es war ihr erstes und das erste Spiel der EM-Qualifikationsgruppe 4, dass in Göteborg mit 0:3 gegen die Nationalmannschaft Schwedens verloren wurde. Auch im zweiten bis fünften und in den letzten beiden Spielen dieser Gruppe wurde sie berücksichtigt. Im dritten und achten Spiel, beim 3:1- und 4:0-Sieg über die Nationalmannschaft Moldaus und im fünften Spiel, bei der 1:2-Niederlage gegen die Nationalmannschaft der Slowakei, erzielte sie jeweils ein Tor. Vor dem fünften EM-Qualifikationsspiel nahm sie mit ihrer Mannschaft am Turnier um den Zypern-Cup 2016 teil und – nachdem sie in allen drei Spielen der Gruppe B eingesetzt worden und mit ihrer Mannschaft als Sieger aus dieser hervorgegangen war – bestritt auch das am 9. März gegen die Nationalmannschaft Österreichs mit 1:2 verlorene Finale. Am 23. Oktober 2017 kam sie in einem in Freundschaft ausgetragenen Länderspiel gegen die Nationalmannschaft Griechenlands beim 3:0-Sieg in Ostróda zum Einsatz. Nachdem sie in vier Begegnungen der WM-Qualifikationsgruppe 2 (4:1 und 1:1 vs. Albanien (1 Tor), 0:3 und 2:3 vs. Schottland) eingesetzt worden war, nahm sie mit ihrer Mannschaft am Turnier um den Algarve-Cup 2019 teil und bestritt drei Spiele, einschließlich des am 6. März in Parchal mit 0:3 verlorenen Finales gegen die Nationalmannschaft Norwegens. Vor den drei Spielen der EM-Qualifikationsgruppe D (am 7. und 11. März 2020 vs. Moldau (5:0; 1 Tor) und Aserbaidschan (5:0) und am 23. Februar 2021 vs. Spanien (0:3), wirkte sie im Freundschaftsspiel gegen die Nationalmannschaft Brasiliens am 8. Oktober 2019 in Kielce mit.

## Erfolge
Nationalmannschaft
- Algarve-Cup-Finalist 2019
- Zypern-Cup-Finalist 2016

MUKS Tomaszów Mazowiecki
- Meister I. Liga Kobiet 2008

Medyk Konin
- Polnischer Meister 2017
- Polnischer Pokalsieger 2017

ACF Brescia
- Italienischer Superpokal-Sieger 2017

FC Lumezzane
- Meister Serie C 2024